# Calafat
Calafat è un municipio della Romania di 18258 abitanti, ubicato nel distretto di Dolj, nella regione storica dell'Oltenia.
Fanno parte dell'area amministrativa anche le località di Basarabi, Ciupercenii Vechi e Golenţi.
La città è situata sulle rive del Danubio, di fronte alla città bulgara di Vidin, alla quale è collegata da un regolare servizio di traghetti. Nel 2013 è stato completato un ponte che unisce le due città.
La città venne fondata da coloni genovesi che vi impiegavano numerosi calafati nell'attività di riparazione navale; proprio da questi deriva la denominazione della città.
Nel 1977, in ricorrenza dei cento anni dalla guerra d'Indipendenza, fu qui realizzato, dallo scultore Pavel Bucur, un monumento a ricordo dei caduti nella guerra.